# Senato di Messina

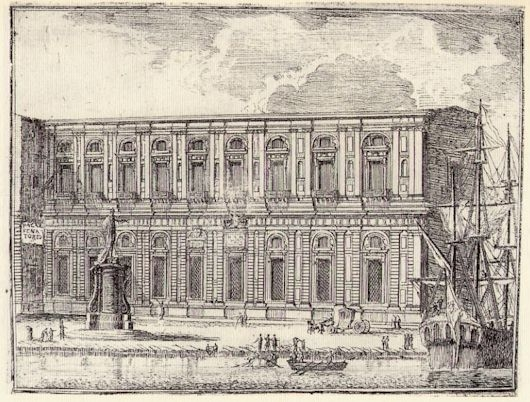
Senato e Loggia dei Mercanti.

Il Senato di Messina fu un'antica istituzione cittadina, emblema dei privilegi di cui godeva dal XV fino al XVII secolo la città dello stretto. Il consesso civico, a cui appartenevano i membri della nobiltà cittadina, ma anche dei feudi limitrofi, finì di esercitare le sue funzioni nel 1678, quando fu soppresso dagli spagnoli.

## Origini
Messina, già in epoca preistorica, si trovava su una rotta di fondamentale importanza per i traffici mediterranei e, con l'avvento dei Romani, divenne il principale porto della Sicilia. In questo periodo la città di Messina divenne “Civitas foederata” di Roma ottenendo numerosi privilegi anche nel settore marittimo e commerciale.
Con i Normanni, e con il conte Ruggero in particolare, Messina e il suo porto divennero ancora più importanti. La città divenne in questo periodo sede del Consolato del Mare, tribunale formato da consoli liberamente eletti da mercanti e navigiorum primates che emanava norme e ordinanze per la regolamentazione dei rapporti tra i commercianti, esentava i messinesi da gabelle, dogane e altri pagamenti per mare e per terra e stabiliva altri vantaggi commerciali che potenziarono ancora di più i traffici.
C'erano legami tra i senatori di Méssina o di Catania, ad esempio, che appartenevano alle stesse famiglie: Francesco Bisagni (1568) ha antenati senatori in entrambe le città.
Il Consolato del Mare, la costruzione di un nuovo arsenale e della Darsena, l'istituzione di un Ammiragliato con giurisdizione sul porto, sulle coste, sul litorale e sulle costruzioni navali, insieme a molti altri privilegi riconosciuti alla città, contribuirono quindi a renderla uno dei porti più importanti del Mediterraneo, sia dal punto di vista militare che commerciale.

## Storia
I Senati furono istituiti dagli spagnoli nelle principali città dell'isola, da Palermo a Trapani, a Siracusa.
Ai privilegi di tipo normanno, gli aragonesi ne aggiunsero altri nel XIV secolo. Con Alfonso il Magnanimo, fu riconosciuto il privilegio massimo alla città di Messina: il Senato, che divenne uno dei fulcri dell'amministrazione cittadina.
Nel 1507, affollata di mercanti da ogni parte del mondo, a contrattare i prezzi delle merci in luoghi precari e inidonei, quali il palazzo della Dogana, la città mandò in Spagna un'ambasceria per chiedere a Ferdinando II di Aragona una sede fissa per questi incontri. Il monarca acconsentì e iniziarono i lavori.
Si decise, allora, di costruire la Loggia di fronte al mare, accanto alla porta turrita della Dogana Vecchia, chiamata così perché immetteva al Palazzo della Dogana, già luogo d'incontro preferito dai mercanti.
I lavori terminarono nel 1527.
Dopo aver portato a termine l'edificio a un solo piano, si intuì che, per la sua centralità, quel palazzo poteva essere sede anche di altri enti o istituzioni. Per cui, nel 1589, venne deciso un ampliamento notevole del palazzo, nel quale furono trasferite le sedi della Tavola Pecuniaria e il Senato.
I lavori della Loggia dei Mercanti, con annesso Senato, vennero portati a termine definitivamente nel 1599. L'attività economica e i commerci furono floridi per secoli, ma i privilegi di cui beneficiava Messina inasprirono i rapporti con le altre città concorrenti dell'isola e, soprattutto, con Palermo, la cui classe dirigente riuscì a convincere i governanti spagnoli a ridurre i vantaggi e i benefici di cui godeva la città e il suo porto.

### La rivolta antispagnola
Nel 1671, Il Generale Luis dell'Hojo, stratigoto della città, iniziò allora una deleteria campagna per creare fazioni e istigare divisioni in città: blandì la plebe e assecondò i nobili, insinuando il tarlo del sospetto contro il popolo; addossò alla superbia dei nobili la responsabilità della decadenza, delle violenze in città e della fame patita dai poveri; ai ricchi, invece, suggeriva che il popolo meditava una sommossa contro di loro. Le cattive intenzioni dell'Hojo raggiunsero il loro effetto, e il popolo si armò per assalire le case dei senatori mettendole a ferro e fuoco. 
Per la prima volta Messina si trovò divisa in due fazioni, i Merli e i Malvizzi (i "merli" e i "tordi", in siciliano). I primi volevano mantenere inalterati i privilegi che la città aveva acquisito nel tempo e mantenere la classe senatoria, i secondi caldeggiavano un governo fatto dal popolo.

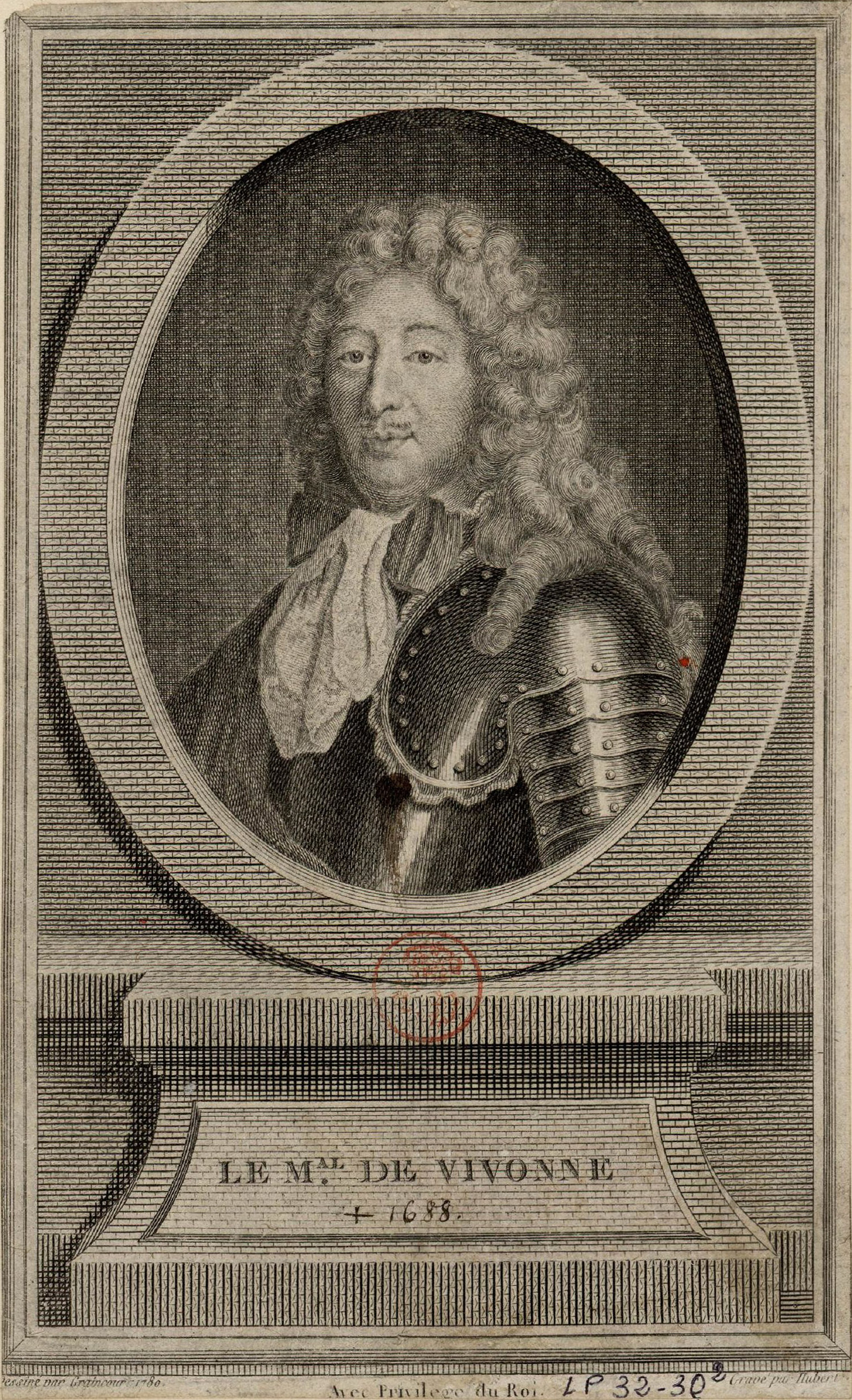
Il duca di Vivonne.

I messinesi, risoluti a rompere definitivamente con la Spagna, decisero di chiedere la protezione del Re di Francia, Luigi XIV. Questi accettò la proposta e nel 1675 mandò a Messina il duca di Vivonne, Louis Victor de Rochechouart de Mortemart, che giunse in città nel febbraio del 1675. 
Ne nacque una terribile battaglia presso le isole Eolie, che finì con la disfatta degli spagnoli. Vivonne trionfante entrò con le sue galere nel porto di Messina, dove fu ricevuto con grandi onori. 
Il Senato, in nome della città messinese, giurò fedeltà al Re di Francia. Dopo questo episodio la lotta tra Messina, aiutata dai francesi, e la Spagna, durò per lungo tempo senza esclusione di colpi sia per mare che per terra fino al 1678. In quell'anno, infatti, all'insaputa di Messina, i Re di Francia e di Spagna firmarono un trattato di pace, il trattato di Nimega che pose fine alla guerra d'Olanda.
Le truppe francesi nell'aprile di quell'anno si ritirarono da Messina sotto gli ordini del marchese di Lafeuillade. 
Messina da sola non poteva reggere l'urto delle forze spagnole e sulla città si abbatté la vendetta e l'odio delle truppe. Ogni privilegio fu perduto, il Senato abolito, la Zecca fu trasferita a Palermo, fu abolita l'Università, fu spogliato l'archivio e trasferito a Palermo, nella zona falcata fu costruita la Cittadella. 
Re Carlo II d'Asburgo fece radere al suolo il grandioso senato messinese, fece cospargere di sale il suolo ove sorgeva e al suo posto fece erigere una statua che lo raffigurava.

## Ruoli del Senato
Il Senato svolgeva in gran parte, le stesse funzioni che svolgerebbe oggi la giunta comunale di una città.
La Storia di Messina la vede nel 1650 tra le dieci più grandi ed importanti città di tutta Europa, con un primario ruolo culturale per tutto l'occidente, oltre che la principale base strategico militare e commerciale di tutto il Mediterraneo.
Nel 1547, Il Senato messinese incaricò Giovanni Angelo Montorsoli, di edificare sulla piazza del Duomo, allo sbocco dell'acquedotto del Camaro (costruito nel 1530-47), una fontana che fosse di pubblica utilità, di decoro e di celebrazione del pubblico potere e dell'impresa. Questa opera di scultura, la fontana di Orione, ebbe anche notevoli funzioni di scenografia urbana. 
Nel giugno del 1575 scoppiò a Messina una grande pestilenza che durò trent'anni e che portò alla morte oltre 40.000 persone. Nel corso dell'epidemia, i marinai della città di Palmi, con slancio di umana solidarietà, aiutarono i messinesi ospitandoli, assistendoli e inviando loro dei viveri. Durante i loro continui interventi non si curarono del pericolo di poter contrarre il contagio, né di essere imprigionati qualora fossero stati sorpresi ad attraversare il cordone sanitario che le Autorità avevano creato per impedire il diffondersi della malattia. Non appena il terribile morbo si attenuò, il Senato di Messina, volle donare alla città di Palmi uno dei Capelli della Madonna che gli ambasciatori avevano portato da Gerusalemme, quale segno tangibile di riconoscenza per l'aiuto prestato dai marinai palmesi.
Nel 1668, Il Senato messinese diede incarico all'orafo fiorentino Innocenzo Mangani, di fabbricare la Manta d'Oro della Madonna, conservata in Duomo, adoperata soltanto nelle grandi feste.